# خوان كارلوس سانشيز أمبويرو
خوان كارلوس سانشيز أمبويرو (بالإسبانية: Juan Carlos Sánchez Ampuero) هو لاعب كرة قدم بوليفي في مركز الدفاع، ولد في 1 مارس 1985 في كوتشابامبا في بوليفيا. شارك مع منتخب بوليفيا تحت 20 سنة لكرة القدم ومنتخب بوليفيا لكرة القدم. أما مع النوادي، فقد لعب مع ذي سترونغيست ونادي ريال بوتوسي.

## وصلات خارجية
- خوان كارلوس سانشيز أمبويرو على موقع قاعدة بيانات كرة القدم.إي يو (الإنجليزية)
- خوان كارلوس سانشيز أمبويرو على موقع Soccerway.com (الإنجليزية)
- خوان كارلوس سانشيز أمبويرو على موقع عالم كرة القدم.نت (الإنجليزية)